# Aurul Rinului
Aurul Rinului (titlul original: în germană Das Rheingold, Das Rheingoldⓘ, pronunțat /das 'rain.gold/), este o operă de Richard Wagner cu numărul de catalog WWV 86 A.

## Descriere
Împreună cu cele trei drame muzicale Walkiria (Die Walküre), Siegfried și Amurgul zeilor (Götterdämmerung) ea formează monumentala tetralogie „Inelul Nibelungilor” (Der Ring des Nibelungen). Deși a fost concepută drept prolog la cele 3 drame muzicale de mai sus, opera Das Rheingold a fost compusă ultima.
Aurul Rinului este cea mai scurtă dintre cele patru opere (ca. 2 1/2 ore), fiind fără pauză. Premiera a avut loc la 22 septembrie 1869 la Teatrul Național din München sub conducerea lui Franz Wüllner, cu August Kindermann în rolul lui Wotan, Heinrich Vogl în rolul lui Loge și Karl Fischer în rolul lui Alberich. Wagner voia ca această operă să aibă premiera doar ca parte a întregului ciclu, dar a fost obligat să permită spectacolul la insistențele patronului său, regele Ludovic al II-lea al Bavariei. Premiera operei ca parte a întregii tetralogii a avut loc la 13 august 1876 la Festspielhaus în Bayreuth, Germania.

## Acțiunea
Pentru acțiunea operei vezi Acțiunea tetralogiei.
Acțiunea operei se petrece în adâncimea Rinului, pe malurile acestuia, pe înălțimea munților din apropiere, cât și în adâncimea îndepărtatului Nibelheims.

## Personajele principale

### Fiicele Rinului
- Woglinde (soprană)
- Wellgunde (mezzo-soprană)
- Flosshilde (mezzo-soprană)

### Zei
- Wotan (bariton)
- Donner (bariton)
- Froh (tenor)
- Loge (tenor)
- Fricka (mezzo-soprană)
- Freia (soprană)
- Erda (mezzo-soprană)

### Nibelungi
- Alberich (bariton)
- Mime (tenor)

### Uriași
- Fasolt (bas)
- Fafner (bas)